# شار انرژی
شار انرژی یا فلوونس (انگلیسی: Fluence) کمیتی فیزیکی است که میزان انرژی بر واحد سطح را  مشخص می‌کند. این شار، برای ذره‌ها ، تعداد ذره بر واحد سطح محاسبه می‌گردد.
یکای اندازه‌گیری شار انرژی در دستگاه بین‌المللی یکاها، ژول بر متر مربع (J/m2) است و برای ذرات، معکوس متر مربع (m-2) می‌باشد.